# Bayadera ishigakiana
Bayadera ishigakiana е вид водно конче от семейство Euphaeidae. Видът е застрашен от изчезване.

## Разпространение
Разпространен е в Япония.